# Französisches Tor
Das Französische Tor – alternativ Untertor genannt, früher als Porte de France  bezeichnet – ist ein Bauwerk in Landau in der Pfalz. Es steht unter Denkmalschutz. 

## Lage
Es bildet das südliche Ende der Altstadt und besitzt die Adresse Obertorplatz 4 . An ihm befindet sich ein ebenfalls denkmalgeschütztes Epitaph für Joseph de Montclar.

## Geschichte
Das Tor, das im Zeitraum von 1688 bis 1691 entstand, bildet zusammen mit seinem nördlichen Pendant – dem Deutschen Tor – eines von zwei erhaltenen Resten der Hauptmauer der Festung Landau. Bis weit ins 19. Jahrhundert bildete es lediglich eine von zwei Möglichkeiten, die Stadt zu verlassen beziehungsweise zu betreten. Unter anderem, da dies seit der Eröffnung der Bahnstrecke Neustadt–Wissembourg und dem Bahnhof der Stadt zunehmend zu einem Hindernis wurde, wurde die Festung 1871 aufgegeben und ein weiterer, östlicher Zugang in Form der heutigen Ostbahnstraße geschaffen.

## Architektur
Beim Bauwerk handelt es sich um eine barocke Toranlage, die aus einer teilweise dreischiffigen Halle und einem Magazinbau besteht um 1690. Als verantwortlicher Architekt fungierte Sébastien Le Prestre de Vauban. Das Tor stellt in seiner Gestaltung eine Referenz an damaligen französischen König Ludwig XIV. dar.